# 山那村
山那村（やまなむら）は、愛知県丹羽郡にかつてあった町村制施行前の村。
現在の扶桑町北部（山那、小淵）にあたる。

## 歴史
- 1872年（明治8年）3月1日 - 岩手村と北山名村が合併し、山那村となる。
- 1889年（明治22年）10月1日 - 山那村と南山名村が合併。山名村発足。
- 1906年（明治39年）10月1日 - 豊国村、高雄村の一部、柏森村の一部と合併し、扶桑村発足。同日山名村は廃止。